# Болото

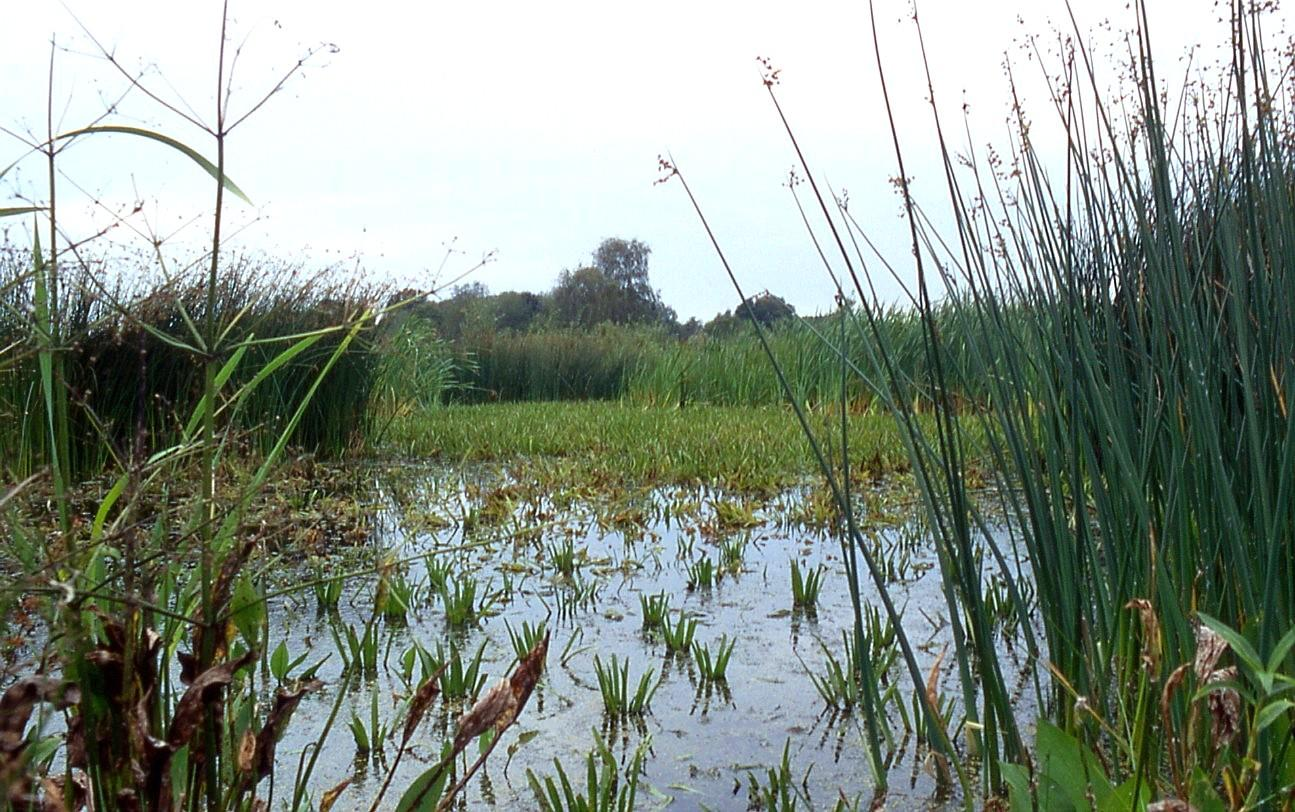
Заболочене озеро у Північній Німеччині

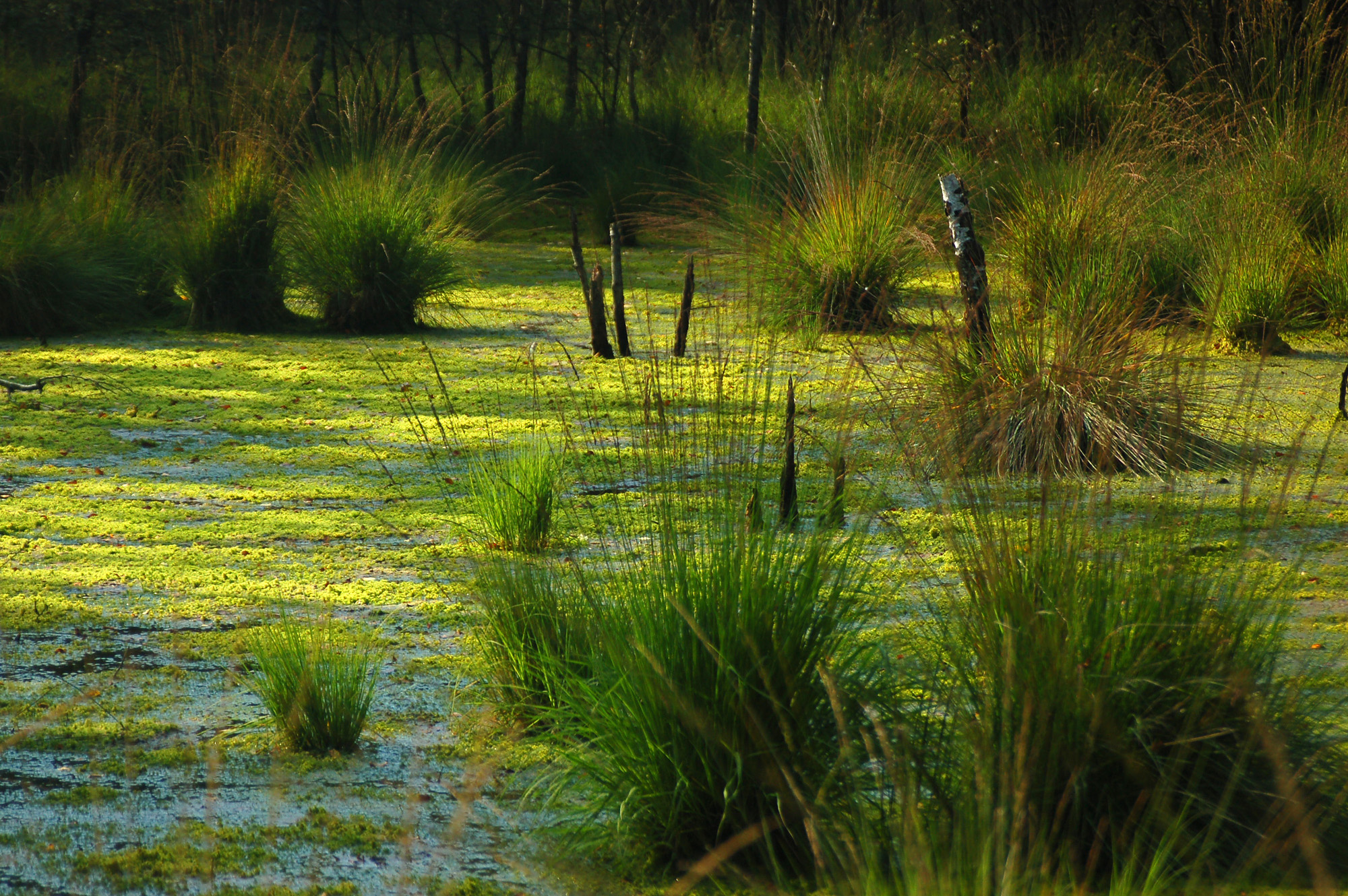
Болото у Північній Німеччині

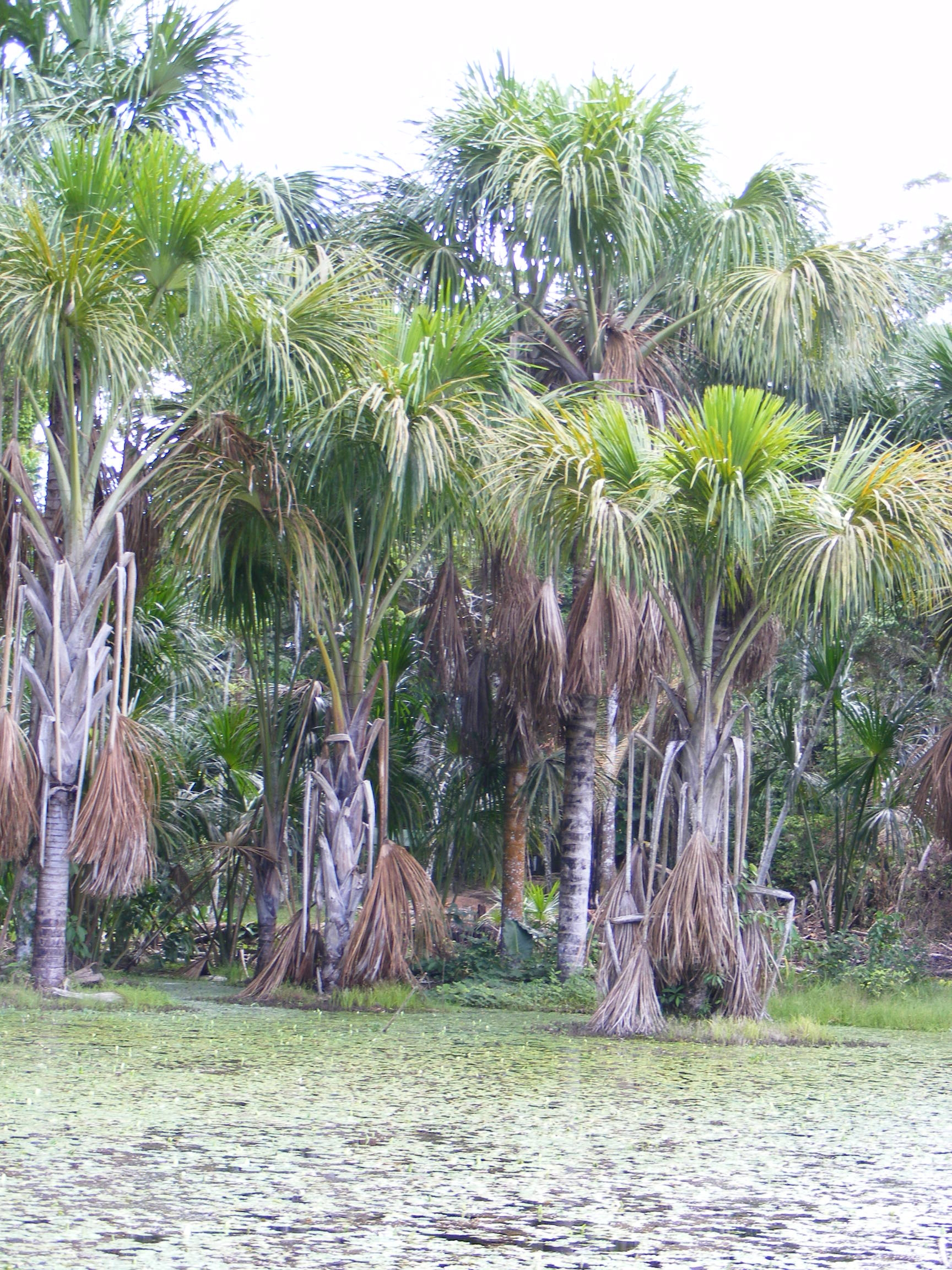
Екваторіальне болото в басейні верхньої Амазонки

Заболочене озеро на Поліссі

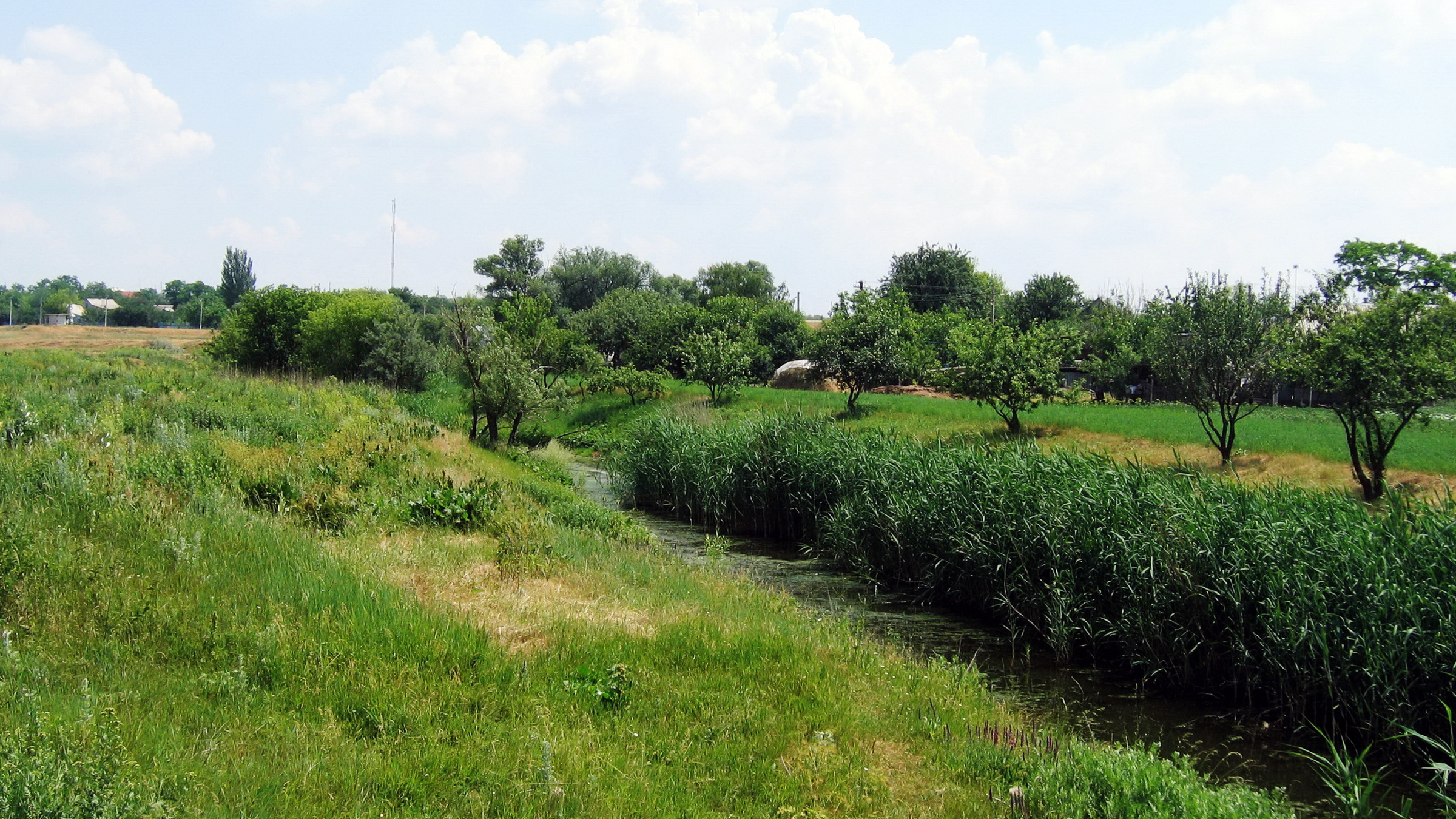
Заболочена степова річка

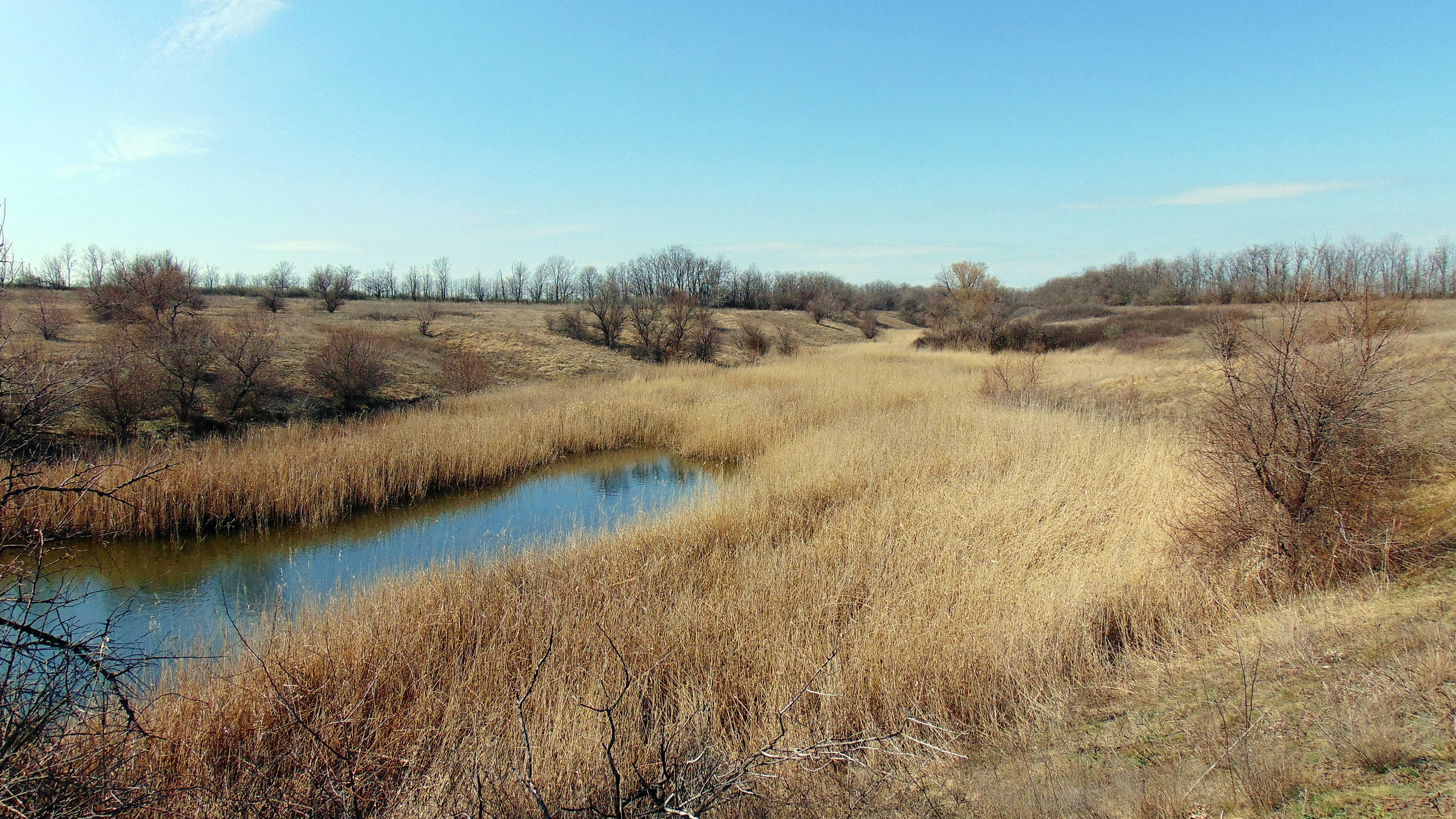
Заболочений ставок. Запорізька область

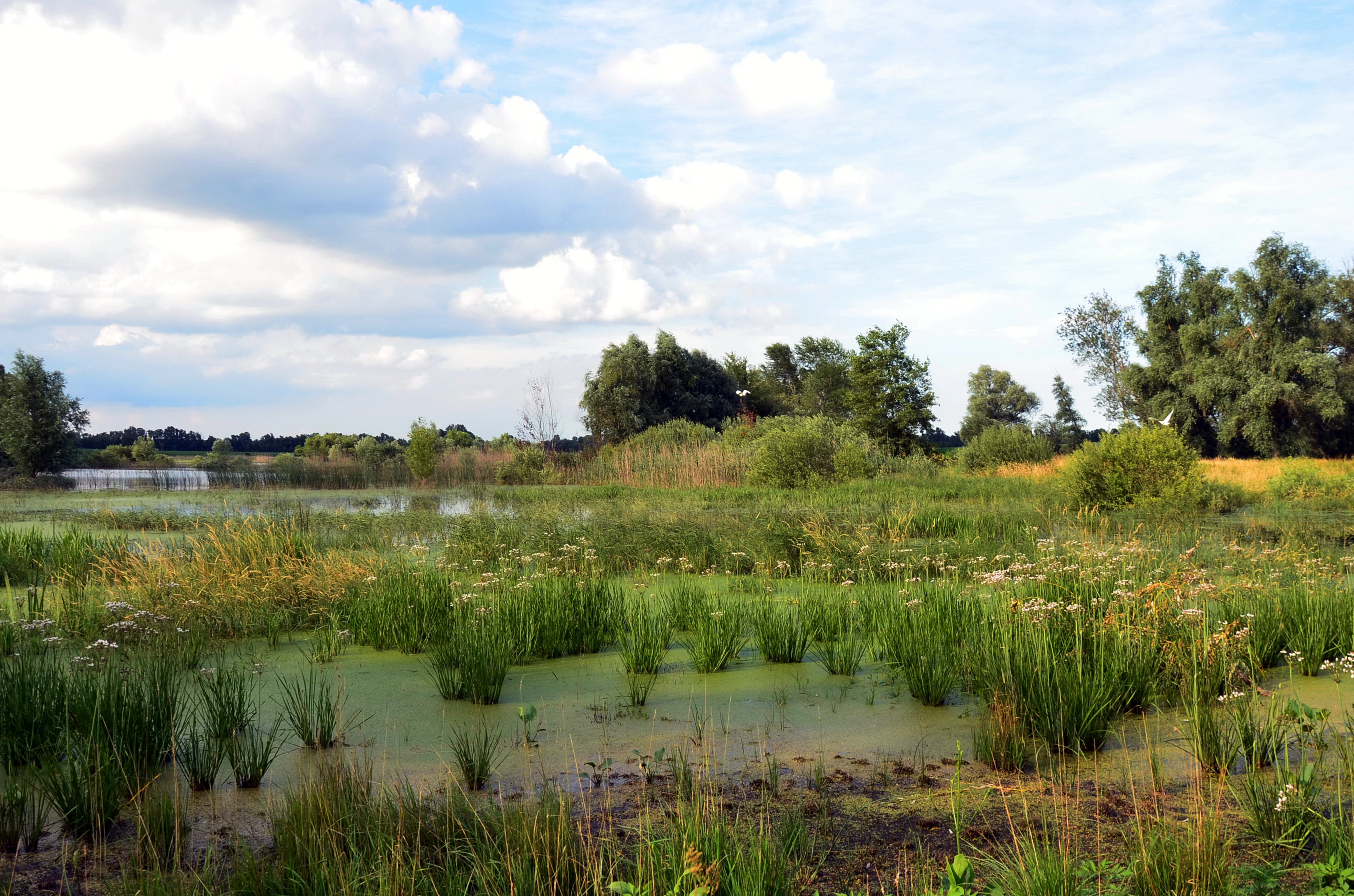
Болото в якому вирує своє життя

Боло́то, багно́, драговина́, моча́р — біотоп, надмірно зволожена ділянка земної поверхні, вкрита вологолюбними рослинами, наприклад, мохом (маскег), з залишків яких зазвичай утворюється торф.

## Загальний опис
Болота розвиваються в місцях, де характер рельєфу зумовлює надмірне зволоження, в країнах з вологим кліматом вони можуть утворюватися і на вододілах.
У болоті, зазвичай, відбувається процес накопичення нерозкладених рослинних залишків та утворення торфу. Переважання процесів акумуляції над розкладанням — головна відмінність болотяних екосистем від інших. Болота вважають торфовими, коли внаслідок процесу торфонакопичення коренева система основної маси рослин розташовується в шарі торфу, що відклався і не досягає підстильного мінерального ґрунту. У середньому мінімальна товщина шару торфу в цьому випадку становить 30 см.
Не всі зволожені ділянки суходолу є болотами. Болотами вважаються лише ті, які мають шар торфу товщиною понад 0,3 м.
Болота — це наземні екосистеми, рівень води в яких знаходиться на або поблизу поверхні впродовж усього вегетативного періоду. Крім того, в період насичення водою ці екосистеми вкриті активною вищою рослинністю. Ще одне визначення боліт — це амфібіальні ландшафти з домінуванням вищої рослинності. «Амфібіальні», тому що організми, які населяють ці екосистеми, повинні бути пристосованими до життя як у воді, так і на суші, оскільки життя в болотах — це щось середнє між наземним і водним способами існування.
Перш за все, площа боліт велика — 5 млн км², тому це безумовно значуща за своїми розмірами екосистема. Третина цієї площі припадає на територію Росії (в деяких регіонах західного Сибіру болота займають до 80 % території). Великі площі екосистеми боліт припадають на країни Скандинавії та Балтії, на Велику Британію та північ Німеччини, Канаду та США, тому в цих країнах відбувається активне їх вивчення представниками багатьох дисциплін, зокрема мікробіологами.

## Типи боліт
Болота розділяють на 3 основних типи:
- Низинні болота утворюються в низинах, де збираються ґрунтові води. Завдяки багатому мінеральному складу ґрунтових вод низинні болота мають рясну рослинність і, зазвичай, вкриті зеленими мохами, хвощем, високою густою осокою, очеретом, заростями верби, вільхи та берези.
- Верхові болота живляться лише за рахунок опадів. Ґрунтових вод в таких болотах або дуже мало, або ж вони розташовані занадто глибоко. Оскільки дощова вода майже не містить мінеральних речовин, на верхових болотах розвиваються лише рослини, пристосовані до дуже бідного харчування. Головним чином це мох сфагнум (Sphagnidae).
- Перехідні болота мають добре виражені ознаки як низинного, так і верхового боліт. На перехідних болотах росте велика кількість сфагнуму, можна зустріти журавлину та росичку.

За типом водопостачання розрізняють болота:
- джерельного,
- річкового,
- атмосферного живлення.

За хімічним складом води, що надходить, болота поділяються на:
- оліготрофні, вода яких, а у зв'язку з цим і торф, що на них утворюється, характеризуються малим вмістом мінеральних солей (зольність торфу звичайно менша як 5 %);
- мезотрофні — перехідні між оліготрофними й евтрофними (зольність торфу 4–8 %);
- евтрофні — зі значним вмістом мінеральних солей (зольність торфу 8–17 %);
- алкалітрофні — з надмірним вмістом мінеральних солей, зокрема карбонатів (зольність торфу 18–40 % і більше).

Існують ще так звані приморські болота — марші. Вони розташовуються на морських узбережжях з вологим кліматом.
На болотах ростуть вологолюбні рослини, з яких найпоширенішими є мохи, осокові (різні види осоки, пухівки, ринхоспора), деякі злаки (очерет, куничник), рогіз, шейхцерія, бобівник, журавлина, буяхи, багульник, верби, вільха, береза. Залежно від водного режиму та характеру мінерального живлення ці рослини утворюють різні угруповання з переважанням мохів і трав'янистих рослин або кущів і дерев. Трав'янисті рослини утворюють на болотах сплавину, в якій зрідка зустрічаються прогалини — болотні вікна.

### Поліська болотяна лексика
Позаяк на Поліссі найбільша кількість боліт у цілому по Україні, то тут є особливі слова на позначення видів боліт.
- Бе́зна — непрохідне глибоке болото.
- Несцьо́ка — болото, що ніколи не висихає.
- Драгва́ — ржаве болото.
- Бо́чка — заросле травою місце, по якому можна ходити, але від рухів воно починає рухатися й хитатися.

Також є слова на позначення деяких понять пов'язаних з болотами:
- Во́кна — найглибші місця на болотах, де не росте жодна рослинність.
- Трасовичана́ або Цмокови́не — грузьке болотисте місце.[2]

## Географія боліт
Болота переважно зосереджені в Північній півкулі Землі. Загальна площа боліт у світі приблизно становить 3,5 млн км², з них близько 50 % — торфові з глибиною торфу більше ніж 0,5 м. Найбільші території, зайняті болотами, зосереджені в Білорусі, Канаді, Фінляндії, США, Росії.
В Україні болота займають понад 1 200 тис. га з запасами повітряно-сухого торфу більш як 3 млрд тонн. Найбільше боліт в Україні на Поліссі (900 тис. га), менше — в Лісостепу (близько 300 тис. га), ще менше — в степу і гірських районах. В Україні проводилась велика робота з осушення боліт, внаслідок чого багато видів рослин, в тому числі й цінних лікарських (Вовче тіло болотне, Латаття біле, Лепеха звичайна) та інші, були занесені до Червоної книги України.